# Odostomia indistincta
Odostomia indistincta is een slakkensoort uit de familie van de Pyramidellidae. De wetenschappelijke naam van de soort is voor het eerst geldig gepubliceerd in 1894 door Henn & Brazier.